# Naputa
Naputa ist ein Verwaltungsbezirk (englisch Ward) des gleichnamigen Distrikts Tandahimba in der tansanischen Region Mtwara.

## Geografie
Naputa liegt im Südosten von Tansania etwa 10 Kilometer Luftlinie südöstlich der Distrikthauptstadt Tandahimba. Der Bezirk grenzt im Norden an Kitama 1, im Osten an Mkoreha, im Süden an Maundo und im Westen an Namikupa. Bei der Volkszählung 2022 lebten 7939 Menschen in 2307 Haushalten auf einer Fläche von 50 Quadratkilometern.

## Gliederung
Der Bezirk besteht aus sechs Gemeinden (Mtaa) mit 16 Orten (Kitongoji):
| Mpikula - Mnyekehe - Mkwajuni | Mwangaza Sokoni - Kongo - Tandika - Mabatini | Namdwani - Usalama - Namdwani | Naputa Shuleni - Dodoma - Msikitini | Naputa Sokoni - Majengo - Mnazini - Unguja - Chiumo | Mwangaza Shuleni - Kilimahewa - Chang'ombe - Polisi |

## Infrastruktur
- Bildung: Die Naputa Secondary School ist eine weiterführende Tagesschule. Sie wird vom Staat betrieben und bietet eine Ausbildung bis zur 4. Stufe an.[8]
- Gesundheit: Im Bezirk liegt eine staatliche Apotheke.[9]